# Service des parcs nationaux et de la vie sauvage (Irlande)
Pour les articles homonymes, voir National Parks and Wildlife Service.
Le Service des parcs nationaux et de la vie sauvage, (anglais : National Parks and Wildlife Service ; irlandais : An tSeirbhís Páirceanna Náisiúnta agus Fiadhúlra), abrégé NPWS, est l'organisme de gestion de la protection environnementale de l'Irlande. Il a été fondé au sein du Department of the Environment, Community and Local Government (en) après l'abolition du Dúchas (en) en 2003. En 2011, la responsabilité du patrimoine bâti et naturel échoue au Department of Arts, Heritage and the Gaeltacht (en) à l'occasion d'une réorganisation des ministères irlandais. Outre la gestion des parcs nationaux, les activités du NPWS incluent la désignation et la protection des aires de patrimoine naturel (Natural Heritage Areas), des zones spéciales de conservation (Special Areas of Conservation) et des zones de protection spéciales (Special Protection Areas).